# Liste der Baudenkmäler in Flingern-Süd
Die Liste der Baudenkmäler in Flingern-Süd enthält die denkmalgeschützten Bauwerke auf dem Gebiet von Düsseldorf-Flingern Süd, Stadtbezirk 2, in Nordrhein-Westfalen. Diese Baudenkmäler sind in der Denkmalliste der Stadt Düsseldorf eingetragen; Grundlage für die Aufnahme ist das Denkmalschutzgesetz Nordrhein-Westfalen (DSchG NRW).

## Baudenkmäler
| Bild                        | Bezeichnung                 | Lage                                 | Beschreibung | Bauzeit            | Eingetragen seit   | Denkmal- nummer |
| --------------------------- | --------------------------- | ------------------------------------ | --- | ------------------ | ------------------ | --------------- |
| weitere Bilder              | St. Vinzenz                 | Albertstraße 83 Karte                | | 1926               | 2. Dezember 1997   | A 1431          |
|                             |                             | Erkrather Straße 167, 169, 171 Karte | Erbaut nach Plänen des Düsseldorfer Architekten und Regierungsbaumeister Richard Bauer (1875–1935). Zum 1. April 1914 zog in das Gebäude Erkrather Straße 169 die Arthur Haendler & Cie., anfänglich eine Generalvertretung von Stahlwerkserzeugnissen aus Sheffield, welche in Lizenz französische Solex-Vergaser fertigte. In 1926 wurde die Firma durch die Gebrüder Pierburg AG übernommen. Ab 1940 siedelte sich hier eine Verkaufsstelle für Kraftfahrzeuge an. In 2010 wurde der Stuck an der Fassade mit Rekonstruktionen von Ornamenten und Profilierungen saniert. Unter der Nr. 167 befand sich in den 1920er Jahren eine Maschinenhandelsgesellschaft, gefolgt von einem Großhandel mit Fabrikation für Bett- und Polsterwaren und eine Tankstelle. Heute eine Filiale der Stadtsparkasse Düsseldorf. | 1913               | 14. November 1984  | A 743           |
|                             |                             | Fichtenstraße 27,29,31,33,35 Karte   | | 1899–1900          | 7. Februar 2006    | A 1578          |
| weitere Bilder              | Kraftwerk II                | Höherweg 100 Karte                   | | 1912, 1936         | 12. Juni 1998      | A 1441          |
| Stadtwerke                  | Stadtwerke                  | Höherweg 200 Karte                   | | ca. 1893           | 30. Mai 1988       | A 1121          |
| Bauhaus Düsseldorf-Flingern | Bauhaus Düsseldorf-Flingern | Kettwiger Straße 69 Karte            | ehemaliges Adam-Opel-Autohaus mit Großgarage; Architekt: Carl Staudt | 1929–1930          | 29. April 2004     | A 1558          |
| weitere Bilder              | CON-SUM / Weltkunstzimmer   | Ronsdorfer Straße 77a Karte          | Die Architekten Carl Moritz und Werner Stahl erbauten den Gebäudekomplex für die Genossenschaft Konsum (Allgemeiner Consumverein freies Rheinland), welche zu Beginn des 20. Jahrhunderts dort ihren Sitz, mit Großbäckerei, Colonialwarenlager, Verwaltung und Fuhrpark hatte. Die Consumvereine waren eine besondere Form der Genossenschaft im Einzelhandel, die in erster Linie Nahrungs- und Genussmittel, aber auch sonstige Waren des täglichen Bedarfs günstig beschafften und verkauften. Als die Backfabrik in den 1970er Jahren stillgelegt und abgerissen werden sollte kaufte Hans-Peter Zimmer das Areal und Gebäude. Ende der 1980er Jahre wurde der mittlerweile CON-SUM genannte Ort zum Ausweich-Quartier für die Düsseldorfer Künstlerszene. Die „Hans-Peter-Zimmer Stiftung“ (HPZ) gründete im Oktober 2012 zur Förderung von Kunst und Musik das Kunstzentrum „Weltkunstzimmer“ auf dem Gelände der Industriefläche. | ab 1909            | 26. September 1997 | A 1424          |
|                             |                             | Ronsdorfer Straße 143 Karte          | | 19. Jh., 1928–1943 | 10. August 2004    | A 1531          |